# Cryptopone fusciceps
Cryptopone fusciceps é uma espécie de formiga do gênero Cryptopone, pertencente à subfamília Ponerinae.